# Tour de Vendée 2003
Il Tour de Vendée 2003, trentaduesima edizione della corsa e valida come evento del circuito UCI categoria 1.3, si svolse il 20 aprile 2003 per un percorso totale di 194,2 km. Fu vinta dall'estone Jaan Kirsipuu che terminò la gara con in 4h26'12" alla media di 43,77 km/h.
Al traguardo 62 ciclisti portarono a termine il percorso.

## Ordine d'arrivo (Top 10)
| Pos. | Corridore       | Squadra         | Tempo    |
| ---- | --------------- | --------------- | -------- |
| 1    | Jaan Kirsipuu   | AG2R Prév.      | 4h26'12" |
| 2    | Carlos Da Cruz  | Fdjeux.com      | s.t.     |
| 3    | Jérôme Pineau   | La Boulangère   | s.t.     |
| 4    | Anthony Geslin  | La Boulangère   | s.t.     |
| 5    | Andy Flickinger | AG2R Prév.      | s.t.     |
| 6    | Jens Voigt      | Crédit Agricole | s.t.     |
| 7    | Franck Pencolé  | MBK             | s.t.     |
| 8    | Stéphane Barthe | MBK             | a 2"     |
| 9    | Walter Bénéteau | La Boulangère   | a 5"     |
| 10   | Nicolas Vogondy | Fdjeux.com      | a 7"     |